# Abrochtha intermedia
Abrochtha intermedia is een raderdiertjessoort uit de familie Philodinavidae. De wetenschappelijke naam van deze soort is voor het eerst geldig gepubliceerd in 1909 door Beauchamp.